# Lol Coxhill
Lol Coxhill, vlastním jménem George Lowen Coxhill, (19. září 1932 Portsmouth – 9. července 2012, Londýn) byl britský saxofonista, hrající na sopránsaxofon a sopraninosaxofon. Na přelomu šedesátých a sedmdesátých let hrál s rockovými skupinami Delivery a Kevin Ayers & The Whole World. Nejvíce se však prosadil improvizovanou hudbou.